# スラジャナ・ミルコビッチ
スラジャナ・ミルコビッチ（セルビア語: Слађана Мирковић、ラテン文字転写: Sladjana Mirković、1995年10月7日 - ）は、セルビアの女子バレーボール選手。ポジションはセッター。セルビア代表。

## 来歴

### クラブチーム
ウジツェ出身。2011年、OK Vizuraへ入団。2013/14シーズンのセルビア国内リーグで優勝を果たし、自身もベストセッター賞を受賞した。2014/15シーズンはセルビア国内リーグで2連覇、セルビアカップでも優勝を達成した。2015/16シーズンにDinamo Pančevoでプレーした。2016/17シーズンはアゼルバイジャンのラビタ・バクーでプレーし、チームはリーグ優勝した。2017/18シーズンにポーランドのグルパ・アゾティ・チェミック・ポリツェへ移籍し、タウロンリーガで優勝した。2019/20シーズンはイタリアセリエA1のバレー・ベルガモでプレーした。2020/21シーズンはトルコリーグのエジザージュバシュでプレーしトルコリーグ4位、欧州チャンピオンズリーグで5位となった。2021/22シーズンはルーマニアのCSMヴォレイ・アルバ・ブラジでプレーし、ルーマニアリーグでは2021/22、2022/23シーズンで連覇を果たした。2023/24シーズンはトルコリーグのPTT Sporと契約した。

### 代表チーム
アンダーカテゴリーの代表として2012年、ジュニア欧州選手権で銀メダルを獲得し自身はベストセッター賞を受賞した。2013年、U-20世界選手権に出場しベストセッター賞を受賞した。2015年、シニアのセルビア代表に初選出される。2017年、ワールドグランプリに出場した。同年9月の欧州選手権では金メダルを獲得した。2019年、ネーションズリーグに出場した。同年9月の欧州選手権ではセカンドセッターとして金メダルを獲得し2連覇を果たした。同年のワールドカップでは正セッターとして活躍した。2021年、東京五輪に出場し銅メダルを獲得した。2022年、世界選手権では金メダルを獲得した。

## 球歴
- オリンピック - 2021年
- 世界選手権 - 2022年
- ワールドカップ - 2019年
- 欧州選手権 - 2017年、2019年、2021年
- ワールドグランプリ - 2017年
- ネーションズリーグ - 2018年、2019年、2022年、2023年

## 受賞歴
- 2012年 - ジュニア欧州選手権 ベストセッター賞
- 2013年 - U-20世界選手権 ベストセッター賞
- 2014年 - 2013/14セルビアリーグ ベストセッター賞

## 所属クラブ
- OK Vizura（2011-2015年）
- Dinamo Pančevo（2015-2016年）
- ラビタ・バクー（2016-2017年）
- グルパ・アゾティ・チェミック・ポリツェ（2017-2019年）
- バレー・ベルガモ（2019-2020年）
- エジザージュバシュ（2020-2021年）
- CSMヴォレイ・アルバ・ブラジ（2021-2023年）
- PTT Spor（2023-2024年）
- ローマ・バレークラブ（2024年-）